# 衛生福利部桃園醫院嚴重特殊傳染性肺炎群聚感染事件

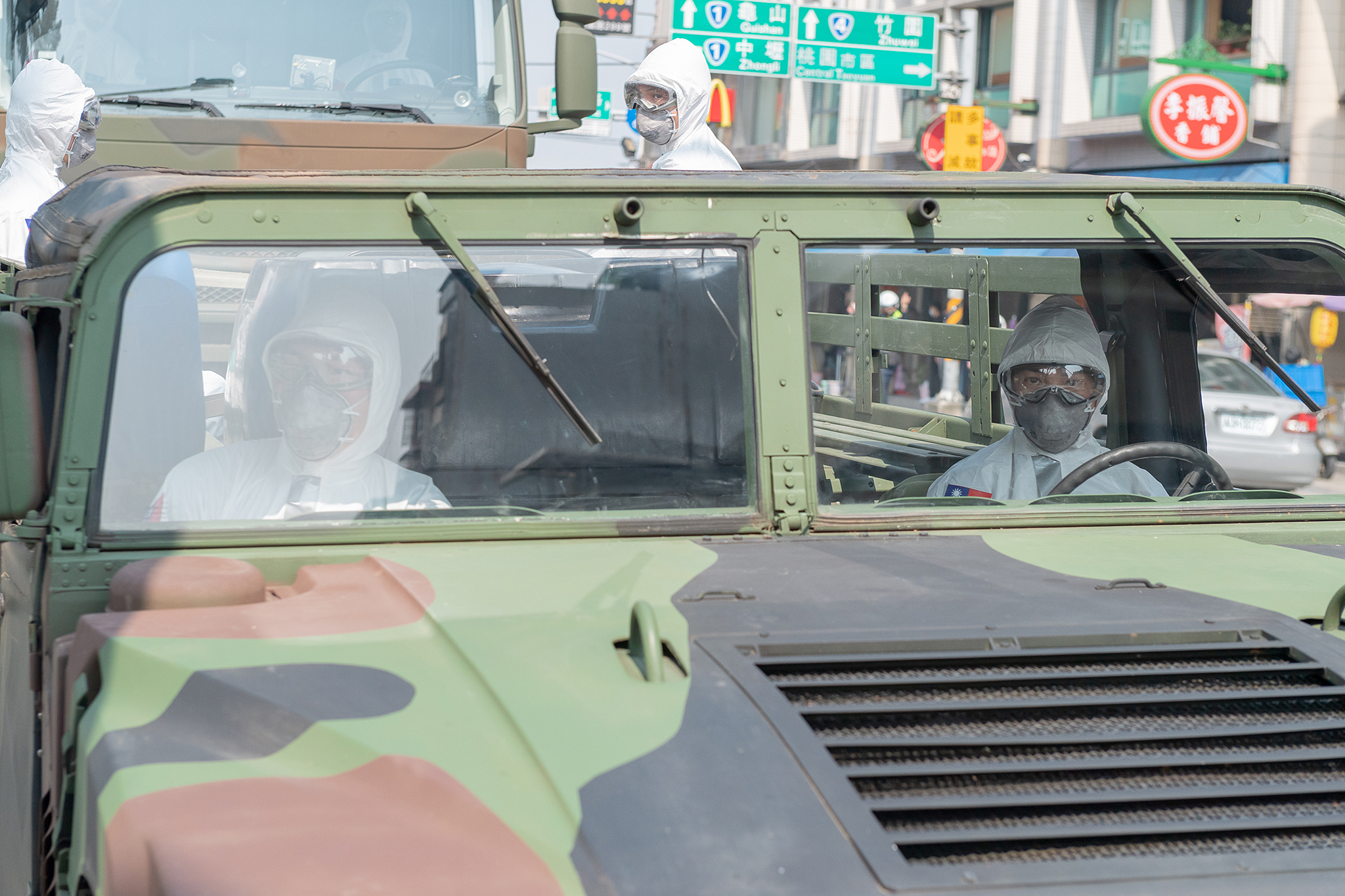
中華民國陸軍第六軍團三三化學兵群在桃園市進行消毒工作，以防止COVID-19疫情擴散（2021年1月31日）

衛生福利部桃園醫院嚴重特殊傳染性肺炎群聚感染事件，簡稱部桃群聚感染事件，是發生在中華民國桃園市衛生福利部桃園醫院的嚴重特殊傳染性肺炎群聚事件，這也是嚴重特殊傳染性肺炎疫情爆發以來台灣境內第二起院內感染事件。截至2021年2月19日，依據中央疫情指揮中心公佈的案例圖，屬院內群聚感染的有10名（2名醫師、3名護理師、1名外籍看護、2名病患及2名陪病家屬），而院外衍生的社區感染類案例則有11名，共計21名確診病例（含2名死亡案例）。衛生福利部桃園醫院於一系列清零、防控措施後，2月19日恢復正常營運。

## 歷程
- 2021年

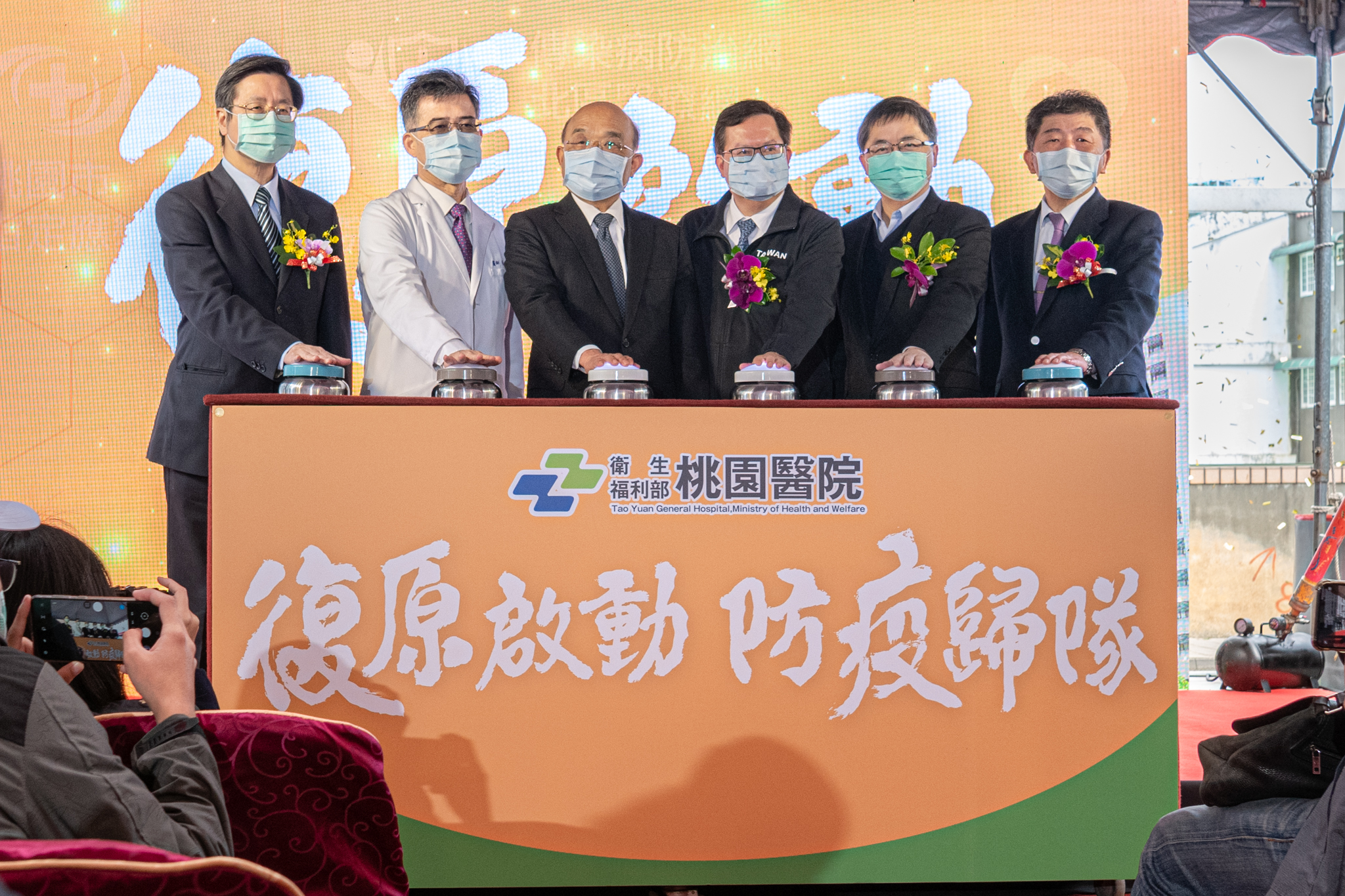
桃園醫院復原啟動營運，市長與貴賓出席部桃啟動儀式（2021年2月19日）

  - 1月12日，疫情指揮中心公佈臺灣發生2019冠狀病毒病疫情以來首位照顧COVID-19病患而確診的醫師（案838）[6]與其同院護理師女友（案839，屬社區感染）[7]，評估是由加護病房內的重症病患（案812）感染而來。[8]
  - 1月16日，增1名護理人員確診（案852），接觸的病房與醫護人員列為居家隔離14天、短暫接觸醫師居家隔離5天。[9]
  - 1月17日，增1名醫師確診（案856），相關病房採取一人一房居家隔離。[10]
  - 1月18日，增1名醫護人員確診（案863），隨後疫情指揮中心首次透露該院為衛生福利部桃園醫院[11]，同時宣佈指揮中心人員進駐衛生福利部桃園醫院成立「前進指揮所」[12]，相關確診個案曾活動之病房關閉，病房內病人安排一人一室進行隔離；個案活動空間清空消毒，待環境採檢確認安全後再啟用；清空相關樓層，區域嚴格管制；全院患者只出不進；其他住院病患取消探病，陪病僅限1人且須實名制。全院尚未被隔離的醫護與員工需確實自主健康管理，若發現有輕微症狀應第一時間通報，並依指示回院就醫，不可自行就醫；取消夜間門診。[13]
  - 1月19日，增列院內2名確診（案868護理人員、案869外籍看護），以及院外2名案863衍生病例（案864 丈夫、案865 女兒）[14]，全院醫護員工共有353人以集中檢疫或回院隔離、樓層管制並全面消毒、非相關的住院病患陸續轉院，神經內科、心臟血管內科、胸腔內科和腎臟科停診。[15]陸軍第六軍團指揮部33化學兵群於下午赴院區協助進行全面消毒[16]。
  - 1月20日，增1名案839衍生病例（案870 同住祖母），因個案發病前2日至住院隔離前均在居家隔離，未與他人接觸，故無匡列接觸者[17]。同時，在當天的嚴重特殊傳染性肺炎記者會上，面對媒體提問，指揮官陳時中也坦承，部桃感染事件是他發生疫情到現在，是「最大的挑戰」[18]。
  - 1月22日，增2名衍生病例－案881（案852護理師曾照護之出院病患）、案882（案881的女兒）[19]；院內管制門診降載（不收治新病患）、門診與住院分流（關閉餐廳）。
  - 1月23日，增1名衍生病例－案885（案881的女兒）。
  - 1月24日，增2名院內感染病例[20]－案889（出院病患）、案890（案889的家人）。指揮中心宣佈自1月6日至19日部桃的出院病患、同住者、陪病者及案889就醫的接觸者，即起居家隔離14天，滿14天者將採檢，預計相關對象可能將5，000多人[21]。
  - 1月28日，案889確診感染源，近期新增的案868、869、885和889四案病毒定序結果，前三案都驗出D614G、L452R位點突變病毒株，所以定義整體群聚為單一病毒株所引起，而案889病毒之全基因體序列比對，雖無法完整定序，但其突變病毒株特徵相同，基本為同一序列株（自案812、838、839、852、856、868、869、885至案889）。以此評估此起群聚事件為同序列病毒株所引起。[22]。
  - 1月30日，增3名案863衍生病例（案907、909、910同住婆婆、另一名女兒、公公）[23]、1名案889就醫相關接觸者（案908）本土確診個案，其中，案907為部桃群聚感染事件當中，首例死亡的個案[24]。
  - 2月5日，新增1名案924本土病例[25]，為案839（部桃6A護理人員）與案870（案839）之家人(案839的阿姨、案870的媳婦)，因案924有照顧案870，於今日確診[26]。
  - 2月7日，指揮中心評估部桃院內部持續感染之風險解除。自2月7日0時起取消針對該院員工及（加護病房、內科病房、急診、門診區和公共區域）的門、急診病人健保卡之「自主健康管理」註記[27][28]，同時，指揮官陳時中也宣布，進駐部桃的前進指揮所已經達成任務，接著回歸原有的指揮體系，由部桃自行擔負後續任務[29]。
  - 2月9日，增1名案863衍生病例（案934同住大姑），案863一家七口都染疫[30][31]。
  - 2月19日，部桃群聚感染事件正式告一段落，衛生福利部桃園醫院恢復正常營運[5]。
  - 2月22日，案889因檢驗條件符合規定，而解除隔離，但因其他疾病持續住院治療，3月17日移除葉克膜，持續使用呼吸器。4月8日陸續出現呼吸喘、血壓下降及嚴重心律不整，9日經急救仍因肺炎併敗血性休克，不幸病逝。

## 作為

### 匡列採檢疫調隔離分流
1月12日，（案838）為部立桃園醫院住院醫師，因照顧COVID-19確診個案（案812），同日確診。疫情中心先行匡列個案醫院接觸者共計464人（採檢皆陰性）。社區接觸者共計56人，已採檢14人，1人陽性(案839)醫院護理師、13人檢驗中，42人採檢中。11日下午接獲該醫院通報後，隨即安排疾管署防疫醫師、同仁至該院進行疫調，同時由專家諮詢小組張上淳召集人到場指導。另分別於11日晚間及12日召開會議，針對疫情及防治作為進行討論，採取措施包括：
1. 住院病人只出不進。
2. 匡列居家隔離之醫護相關接觸人員計39名。
3. 門、急診照常運作。
4. 取消該醫院所有探病權（陪病者僅限1人，並且實名制）。
5. 移動相關病患至單人病室隔離觀察14天。
6. 全院員工於3日後再次安排採檢確認[32]。

1月16日，（案852）醫院護理師，曾與案838於1月10日工作時短暫接觸。16日確診，轉入住隔離病房治療。。案838、案839匡列之醫院接觸者採檢468人中，共265人為醫院人員，將於17日進行第2次採檢。另有關該醫院院內擴大採檢452名員工之結果，均為陰性。
1月17日，（案856）醫院醫師，1月10日工作時曾與案838接觸，11日採檢結果陰性，因應案852確診，衛生單位於16日陸續針對案838、839匡列之265名醫院人員進行二採，其中案856檢出陽性於17日確診；另其餘264人中，224人檢驗陰性，其餘待採檢。因應本起事件，院方已將個案上班之病房關閉及進行全面環境消毒，病房內病人則安排一人一室進行隔離，同時該醫院住院病人將持續實施只出不進，以減少風險。此外，將安排專家進駐該院，針對醫院感染管制措施等防治作為給予指導及協助。
1月18日，（案863）醫院護理師，因匡列為案856接觸者，於17日再次採檢並於18日確診。指揮中心因應本起院內群聚感染事件，再次針對該醫院防治方案作出修正與重新啟動下列作為：
1. 指揮中心人員進駐醫院成立「前進指揮所」。
2. 將確診個案曾活動之病房關閉，病房內病人安排一人一室進行隔離。個案活動空間清空消毒，待環境採檢確認安全後再啟用。
3. 清空相關樓層，區域嚴格管制。
4. 安排專家進駐，針對醫院之感染管制措施等防治作為給予指導及協助。
5. 全院患者只出不進；取消探病，陪病僅限1人且須實名制。
6. 加強宣導醫院員工落實自主健康管理，若發現有輕微症狀應第一時間通報，並依指示回院就醫，不可自行就醫[13]。

1月19日，（案864、865）因匡列為案863接觸者，19日確診。（案868）醫院護理師，與案863於同一病房工作，19日確診。（案869）為越南籍40多歲女性，為單一住院病患之專責看護，19日確診。同日匡列個案接觸者共8人，包括雇主、雇主之同住及非同住家人，其中5人已安排居家隔離，將進一步安排採檢。。
1月20日，（案870）為護理師（案839）家人，曾與案839同住，1月11日匡列為案839接觸者後進行居家隔離，20日確診。因個案發病前2日至住院隔離前均為居家隔離，未與他人接觸，故無匡列接觸者。
1月22日，（案881）曾為（案852）照護之出院病患，及（案882）乃（案881）同住家人。衛生單位已啟動疫情調查及防治作為。並啟動健康關懷回溯監測機制，凡自1月6日至1月19日期間出院與陪病者，評估為高風險者將其轉列居家隔離，期滿前再次採檢。
1月23日，（案881）曾為（案852）照護之出院病患，及（案885）乃（案881）乃（案882）同住家人。衛生單位已啟動疫情調查及防治作為。截至目前匡列隔離累計967人，隔離對象包括醫院403人、社區260人、回溯隔離304人，醫院沒有必要上班的人員也列為居家隔離，回溯追蹤的191名紅區民眾也都列為隔離對象，未來陪病者還會持續匡列。
1月24日，（案889）為已出院病人，及（案890）乃（案889）同住家人。衛生單位已啟動疫情調查及防治作為。截至目前匡列隔離累計1,301人，隔離對象包括醫院445人、社區266人、回溯隔離590人。
1月25日，截至目前本案匡列隔離14天者累計2,991人，隔離對象包含醫院422人（部分人員隔離期滿）、社區304人、回溯隔離2,265人。
1月26日，截至目前本案匡列隔離14天者累計3,262人，隔離對象包含醫院476人（部分人員隔離期滿）、社區305人、回溯隔離2,481人（含陪病者和同住者1433人）至於23名需要協尋者，只剩1人尚在協尋中。
1月27日，截至目前本案匡列隔離14天者累計3,482人，隔離對象包含醫院399人（部分人員隔離期滿）、社區473人、回溯隔離2,610人。
1月28日，截至目前本案匡列隔離14天者累計3,908人，隔離對象包含醫院313人（不包括解隔離的229人）、社區560人、回溯隔離3,035人，為疫情至今（28日）最大規模隔離。
1月29日，截至目前本案匡列隔離14天者累計4,033人，隔離對象包含醫院286人（161人集中檢疫所、剩餘則在居家隔離）、社區582人、回溯隔離3,165人（病人1,129人，剩餘為陪病、同住家屬），為疫情至今（29日）最大規模隔離。
1月30日，截至目前本案匡列隔離14天者累計4,093人，隔離對象包含醫院223人、社區657人、回溯隔離3,213人，為疫情至今（30日）最大規模隔離。
1月31日，截至目前本案匡列隔離14天者累計4,213人，隔離對象包含醫院201人、社區795人、回溯隔離3,217人，為疫情至今（31日）最大規模隔離。
2月1日，截至目前本案匡列隔離14天者累計4,337人，隔離對象包含醫院146人、社區837人、回溯隔離3,354人，為疫情至今（1日）最大規模隔離。
2月2日，截至目前本案匡列隔離14天者累計4,325人，隔離對象包含醫院102人、社區845人、回溯隔離3,378人，為疫情至今（2日）最大規模隔離。
2月3日，截至目前本案匡列隔離14天者累計4,288人，隔離對象包含醫院63人、社區845人、回溯隔離3,380人，為疫情至今（3日）最大規模隔離。
2月4日，截至目前本案匡列隔離14天者累計4,283人，隔離對象包含醫院21人、社區845人、回溯隔離3,417人，為疫情至今（4日）最大規模隔離。
2月5日，截至目前本案匡列隔離14天者累計4,350人，隔離對象包含醫院12人、社區844人、回溯隔離3,494人，為疫情至今（5日）最大規模隔離。
2月6日，截至目前本案匡列隔離14天者累計4,350人，隔離對象包含醫院6人、社區844人、回溯隔離3,500人，為疫情至今（6日）最大規模隔離。
2月7日，截至目前本案匡列隔離14天者累計4,351人，隔離對象包含醫院6人、社區845人、回溯隔離3,500人，為疫情至今最大規模隔離。
2月8日，截至目前本案匡列隔離14天者累計4,345人，隔離對象包含醫院0人、社區845人、回溯隔離3,500人，為疫情至今（8日）最大規模隔離。
2月9日，截至目前本案匡列隔離14天者累計4,346人，隔離對象包含醫院0人、社區845人、回溯隔離3,501人中，3318人已檢驗陰性，其餘人數檢驗中、待採檢，為疫情至今（9日）最大規模隔離。
2月10日，截至目前本案匡列隔離14天者累計4,346人，隔離對象包含醫院0人、社區845人、回溯隔離3,501人，已採3,382人（其中有74人為離境或死亡而無法後續追蹤採檢），採檢陰性3,382人，檢驗中23人，待採檢22人。為疫情至今（10日）最大規模隔離。
2月14日，截至目前本案匡列隔離14天者累計4,346人，隔離對象包含醫院0人、社區845人、回溯隔離3,501人（目標值），應採3,423人（其中有78人為離境或死亡而無法後續追蹤採檢），採檢陰性3,414人，待採檢9人。為疫情至今（14日）最大規模隔離。

### 醫療院所管制
至2021年1月20日止，因應臺灣醫院群聚感染疫情，中央疫情指揮中心公佈第二階段的強化醫療院所門禁管制措施說明：
1. 進入醫療院所須全程配戴口罩、配合體溫量測等健康監測、落實手部消毒。
2. 探病限縮為每日1個時段，且每次以至多2名探病者為原則，醫院得視情形調整。
3. 陪病者（含照顧服務員）以1名為原則。
4. 探病與陪病者採實名制，需詳實記錄旅遊史、職業別、接觸史與群聚史，並可利用健保醫療資訊雲端查詢系統查詢相關資料。
5. 居家隔離、居家檢疫及自主健康管理者，於管理期間禁止陪病或探病。但居家隔離/檢疫第1天(含)以後且無症狀者，或自主健康管理期間無症狀者，可依「開放民眾自費檢驗COVID-19(武漢肺炎)申請規定」採檢陰性後「探病」。
6. 醫療機構相關員工(含外包人員)應穿戴適當個人防護裝備[59]。

### 部桃專案
1月22日，因應此院內感染群聚事件，指揮中心持續強化感染管制作為，啟動部桃專案:
1. 門診降載，考量診療必要性及延續性，僅提供複診病人服務。另針對住院病人清空部分，出院或轉院之病人列為居家隔離對象，轉院後須住專責病房，14天隔離期滿或移出前須再次採檢；出院者須居家隔離14天，期滿安排採檢。
2. 將針對1月6日至1月19日由綠區出院病人於健保卡註記為「自主健康管理」專案對象，提醒醫療機構注意詢問接觸史，提供適切之醫療服務，並將提供診治醫療機構防疫獎勵，不得無故拒診；如需轉診採檢，請開立電子轉診單並通知當地衛生局。指揮中心將另針對協助收治或診治部立桃園醫院轉出病人之醫療機構，其相關照護之醫事人員，依獎勵要點發予津貼，醫療機構則發予獎勵金。
3. 醫院清空後改善措施，繼續收治病人及執行照護之醫事人員，依據「嚴重特殊傳染性肺炎醫療照護及防治發給補助津貼及獎勵要點」規定，核發人員津貼；另該醫院內配合指揮中心啟動院內感控改善方案，所需經費由特別預算支應。
4. 醫院自1月12日起住院病人只出不進，適用「衛生福利部對受嚴重特殊傳染性肺炎影響醫療(事)機構住宿式機構藥商補償紓困辦法」申請補償。
5. 醫院應持續落實動線管制，人員不跨區移動，強化環境清消等感染管制措施。

2月7日，指揮中心評估部桃院內部持續感染之風險解除。即日起取消針對該院員工及前述門急診病人健保卡之「自主健康管理」註記。

### 擴大回溯醫院相關接觸者居家隔離
1月24日，回溯監測自1月6日至19日間從部桃之以下人員需要即日起隔離14天，若已完成14天居家隔離者，將安排採檢，並持續進行7天自主健康管理；其他人持續完成居家隔離後，再安排採檢。
1. 出院病患
2. 陪病者
3. 病患與陪病者的同住者
4. 相關區域住院病患
5. 案889就醫時之相關接觸者

為使醫療院所提高警覺；另於健保雲端提示增列自1月6日起曾至部桃『門、急診就醫病人及工作人員』，全列入自主健康管理對象。有關上述醫院相關接觸者即刻起請勿外出，等候通知；自當天18點時起，由衛福部專人及警政、民政等相關單位協助聯繫安排。
1月27日，因應國內醫院發生COVID-19院內感染事件，調整醫療院所門禁及人員管制措施，北北桃地區所轄醫院即日起至2月9日止，除例外情形，停止開放探病，住院病人之陪病者仍為1名，相關說明如下：
一、考量衛生福利部桃園醫院就醫民眾主要分布於北北桃地區，臺北市、新北市及桃園市所轄醫院即日起至2月9日止，除例外情形外，停止開放探病。例外情形如下：
(一)病人實施手術、侵入性治療等，須由家屬陪同或基於法規需要家屬簽署同意書或文件。
(二)急診、加護病房或安寧病房等特殊單位，因應病人病情說明之需要。
(三)其他因病患病情惡化或醫療處置需要，或長時間住院病患等情形，經評估有必要探病且經醫療機構同意者。
二、指揮中心再次呼籲民眾進入醫療機構務必全程佩戴口罩、遵循呼吸道衛生與咳嗽禮節、落實手部衛生。如無法佩戴口罩，則要求民眾咳嗽或噴嚏時用衛生紙遮住口鼻，以降低病毒傳播風險。醫療機構倘遇主動規勸或瞭解原因後提供適當協助，仍無故不配合佩戴口罩者，可報請地方主管機關依據傳染病防治法第36條規定，依同法第70條處新臺幣3千元以上1萬5千元以下罰鍰。再次籲請民眾盡量避免不必要的陪病或探病，建議以視訊或電話方式替代實地探視。若仍有實地探視需要，應配合實名登記及院方相關管理措施。

### 清零計畫
2月3日，啟動部桃清零計畫連續三天內採檢約2,100人。
2月4日，部桃清零專案檢驗進度（人員PCR採檢－部桃員工，本院－應採2,136人，2月3日止，已採檢1,186人，採檢陰性919人，檢驗中267人。回溯專案－居家隔離者3,417人，目前採檢陰性者2,593人）。
2月5日，部桃專案檢驗進度（人員PCR採檢－部桃員工，本院－應採2,136人，2月3日至4日止，已採檢1,908人，採檢陰性1,908人。回溯專案－居家隔離者3,494人，目前採檢陰性者2,849人）。
2月6日，部桃專案檢驗進度（人員PCR採檢－部桃員工，本院－應採2,136人，2月3日至5日止，已採檢2,135人（1人出國未歸），採檢陰性2,132人，檢驗中3人。分院－應採334人，已採檢334人，採檢陰性334人。血清抗體－階段1：應採706人，已採682人，採檢陰性681人，檢驗中1人。階段2：應採1,759人（含階段1未採24人），預計2月7至8日執行。環境採檢－醫療大樓，應採585枚，已採585枚，採檢陰性585枚。綜合大樓，應採182枚，已採182枚，採檢陰性182枚。）。
2月7日，部桃專案檢驗進度（人員PCR採檢－部桃員工，本院（含綜合大樓、護家、解隔離人員）－應採2,691人，2月3日至6日止，已採檢2,690人（1人出國未採），採檢陰性2,690人。分院－應採334人，已採檢334人，採檢陰性334人。血清抗體－階段1：應採706人，已採682人，採檢陰性681人，檢驗中1人。階段2：應採1,759人（含階段1未採24人），已採檢582人，檢驗中582人。環境採檢－醫療大樓，應採585枚，已採585枚，採檢陰性585枚。綜合大樓，應採182枚，已採182枚，採檢陰性182枚。）。
2月9日，部桃專案檢驗進度（人員PCR採檢－部桃員工，本院（含綜合大樓、護家、解隔離人員）－應採2,691人，2月3日至9日止，已採檢2,690人（1人出國未採），採檢陰性2,690人。分院－應採334人，已採檢334人，採檢陰性334人。血清抗體－階段1：應採706人，已採檢682人，採檢陰性681人，檢驗中1人。階段2：應採1,759人（含階段1未採24人），已採檢1,742人，採檢陰性64人，檢驗中1,078人。環境採檢－醫療大樓，應採585枚，已採585枚，採檢陰性585枚。綜合大樓，應採182枚，已採182枚，採檢陰性182枚）。
2月10日，部桃專案檢驗進度（人員PCR採檢－部桃員工，本院（含綜合大樓、護家、解隔離人員）－應採2,691人，2月3日至10日止，已採檢2,690人（1人出國未採），採檢陰性2,690人。分院－應採334人，已採檢334人，採檢陰性334人。血清抗體－階段1：應採706人，已採檢682人，採檢陰性681人，檢驗中1人。階段2：應採1,759人（含階段1未採24人），已採檢1,742人，採檢陰性1,516人，檢驗中226人。環境採檢－醫療大樓，應採585枚，已採585枚，採檢陰性585枚。綜合大樓，應採182枚，已採182枚，採檢陰性182枚）。
2月14日，部桃專案檢驗進度（人員PCR採檢－部桃員工，本院（含綜合大樓、護家、解隔離人員）－應採2,691人，2月3日至14日止，已採檢2,690人（1人出國未採），採檢陰性2,690人。分院－應採334人，已採檢334人，採檢陰性334人。血清抗體－階段1：應採706人，已採檢682人，採檢陰性681人，檢驗中1人（預2月16日採）。階段2：應採1,759人（含階段1未採24人），已採檢1,758人，採檢陰性1,758人，檢驗中1人（預2月15日但須二採）。環境採檢－醫療大樓，應採585枚，已採585枚，採檢陰性585枚。綜合大樓，應採182枚，已採182枚，採檢陰性182枚。
2月17日，部桃專案檢驗進度（人員PCR採檢－部桃員工，本院（含綜合大樓、護家、解隔離人員）－應採2,691人，2月3日至14日止，已採檢2,690人（1人出國未採），採檢陰性2,690人。分院－應採334人，已採檢334人，採檢陰性334人。血清抗體－階段1：應採706人，已採檢682人，採檢陰性682人。階段2：應採1,759人（含階段1未採24人），已採檢1,759人，採檢陰性1,759人。環境採檢－醫療大樓，應採585枚，已採585枚，採檢陰性585枚。綜合大樓，應採182枚，已採182枚，採檢陰性182枚。

## 影響
1月19日本土確診增加後，為防範社區感染風險，指揮中心建議提醒年末集會活動之主辦單位應依循指揮中心公布之 「COVID-19（武漢肺炎）因應指引：公眾集會」，妥為評估該活動舉辦之必要性及相關風險程度，若決定舉辦，應訂定完整防疫應變計畫，落實防疫相關準備及措施。若無法於活動前嚴格執行完整風險評估，並規劃完善之防疫配套措施，指揮中心強烈建議取消或延後舉辦。1月20日中華民國內政部呼籲宗教團體暫緩春節各類大型活動。
1月19日，宣布停辦的大型活動有台灣燈會、新北燈會、桃園燈會、中臺灣燈會、高雄燈會、臺中市春節系列活動、新竹市新春系列活動、七堵煙火嘉年華、歡樂宜蘭年、屏東春節音樂晚會、竹山紫南宮春節發錢母、台南市春節系列活動、月津港燈節、鹽水蜂炮、渣打台北公益馬拉松，延期的有平溪天燈節。
1月20日，宣佈停辦的大型活動有雲林北港燈會、台南開基玉皇宮遶境、大甲鎮瀾宮除夕搶頭香、佛光山春節煙火施放、台北迪化街年貨大街、南瑤宮除夕搶頭香、雲林馬鳴山鎮安宮吃飯擔、台北國際書展實體書展部分、台東天后宮元宵陣頭遶境與炮炸邯鄲、花蓮年貨大街、太平洋燈會開幕儀式、宜蘭大拜拜系列活動呷辦桌500桌、南投縣公辦年貨大街、宇宙人明天留給我演唱會（改線上），延期的有臺北燈會、佛光山吉星高照無人機燈光獻禮活動、Garmin Run亞洲系列賽台北站、南投燈會。
1月21日，宣佈停辦的大型活動有台東玄武堂炸寒單、新港奉天宮春節搶頭香。
1月22日，宣佈停辦的大型活動有屏東潮州鎮春節市集；臺鐵局宣佈各臺鐵車站停辦的大型活動並暫停租借各站大廳。

## 爭議
爆發群聚感染前輕忽疫情
2020年12月20日，台灣蘋果日報報導桃園醫院門診混新冠肺炎篩檢，被質疑防疫輕忽。
前衛生署長楊志良發言風波
2021年1月12日，楊志良於政論節目《新聞面對面》中針對不幸染疫的醫師及護理師發表評論，認為染疫醫護未遵照防疫標準作業程序，其插管过程中出现意外时没有通報情况、执行隔离。并称：“假如我是院長....第一件事情就是把他開除”。此言论引發台湾醫護界大量反彈，認為其毫無醫學專業可言，更無體恤第一線防疫人員之心。
2021年1月13日，蔡英文在臉書發文表示“醫護人員即使已經戰戰兢兢、遵守嚴格的防疫措施和SOP，仍然要承受著風險，真的非常辛苦”、“不需要用「開除醫師」這樣的風涼話來打擊前線士氣”、“團結防疫、相信專業，請大家一起力挺醫護人員”。当日楊志良面對記者提及此事时，楊認為目前具体情况不明，自己的言论存在假设，指如果染疫醫護没有按照标准作业程序导致感染，则应该处罚他。当被记者提问怎么看待“不懂装懂”评论时，楊回应称自己是公共衛生專家，有擔任H1N1疫情指揮官的經驗，也管過很多醫院，自己的發言並沒有錯。
前國健署長邱淑媞發言風波
廣播節目主持人周玉蔻洩漏案例資訊與散布假消息
2021年1月12日，廣播節目主持人周玉蔻在節目上突然爆料新增2例本土個案的狀況細節及足跡，其中還直接洩露發生醫院為「桃園醫院」。對此疫情指揮中心表示會要求更正節目內容，卻沒有提及任何懲處；14日中央流行疫情指揮官陳時中還上該節目接受周玉蔻採訪；被質疑是雙重標準執法，包庇周玉蔻。
1月18日，周玉蔻又在廣播節目爆料「案856是該院治療新冠肺炎的主治醫師」，引起網友討論。疫情指揮官陳時中下午回應，案856並沒有負責新冠肺炎病人，說明此為「假消息」。
桃園市長鄭文燦洩露洩漏案例資訊